# St Mary Woolnoth

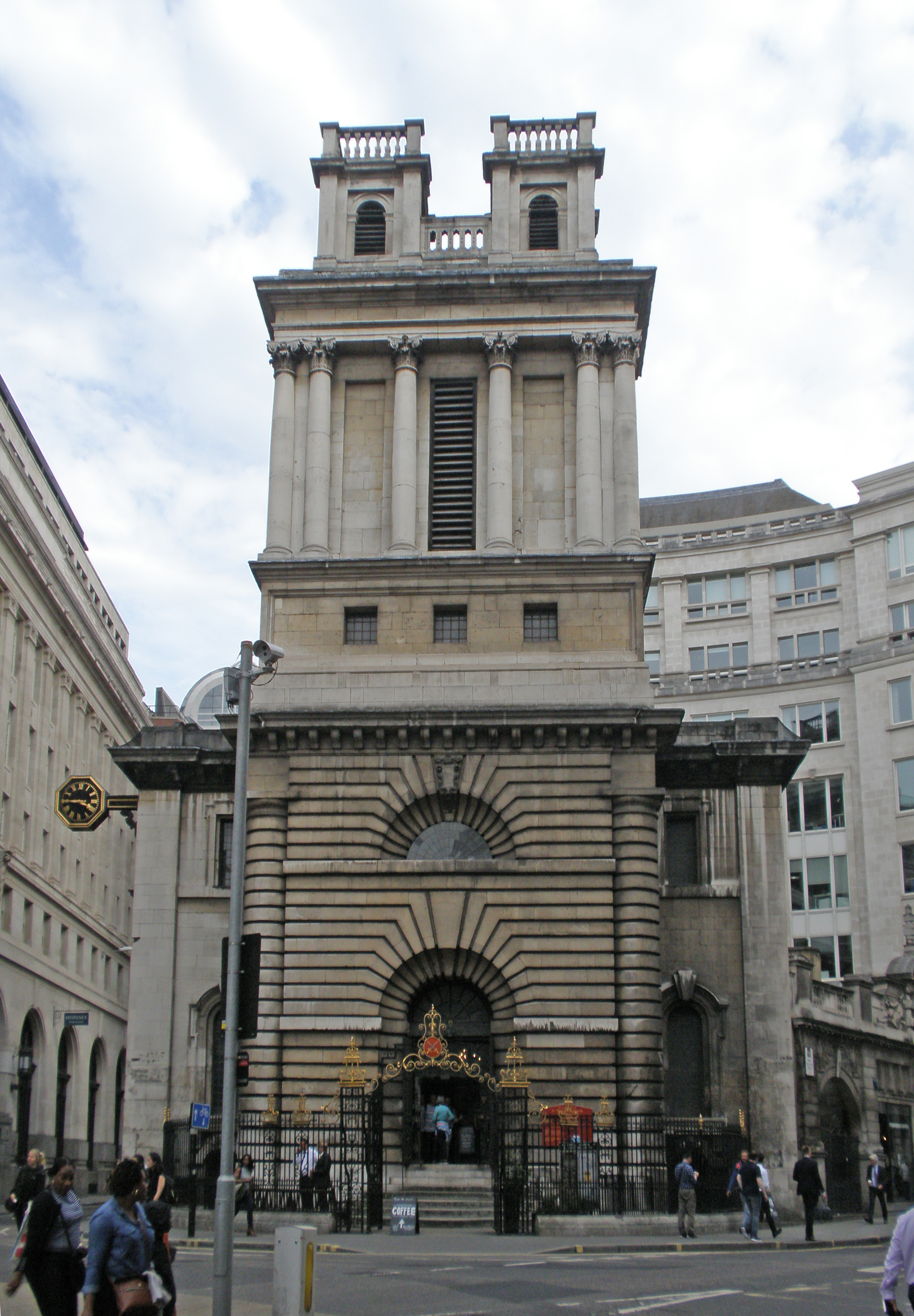
St Mary Woolnoth

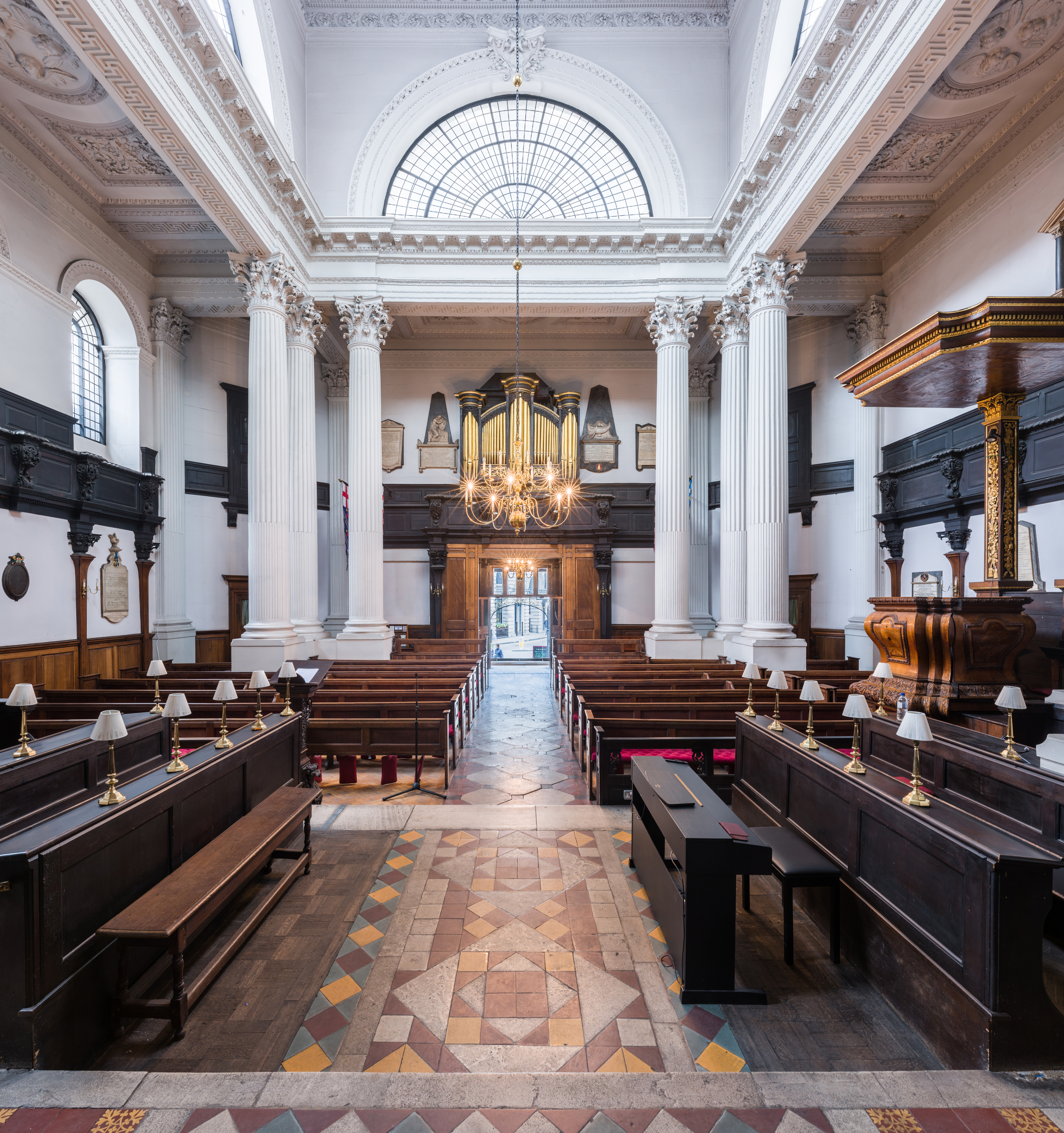
St Mary Woolnoth, Innenraum

St Mary Woolnoth ist eine anglikanische Kirche in London an der Gabelung von Lombard Street und King William Street.
Die bestehende Kirche ersetzte eine 1445 erbaute spätgotische Pfarrkirche, die 1666 beim Großen Brand von London beschädigt, aber nachfolgend von Christopher Wren wiederhergestellt worden war. Der unsichere Bauzustand führte 1711 zu ihrem Abbruch. An ihrer Stelle wurde 1716 bis 1727 der heutige Kirchenbau im Stil des englischen Barockklassizismus durch den Architekten Nicholas Hawksmoor im Rahmen des 1711 vom britischen Parlament verabschiedeten Kirchenbauprogramms von Fünfzig Neuen Kirchen für London errichtet.
Der Kirchenbau ist aufgrund der beschränkten Platzverhältnisse als Zentralbau über quadratischem Grundriss errichtet. Den Umfassungsmauern ist ein inneres Quadrat eingestellt, in dessen Ecken Dreiergruppen von korinthischen Säulen einen erhöhten und durch halbkreisförmige sogenannte Thermenfenster belichteten Obergaden tragen. Auffallendstes Element des Außenbaus ist dessen blockartig aufgebauter Turm, dessen Unterbau mittels einer Bänderrustika strukturiert ist, während auf einen erhöhten, mit Säulen besetzten Mittelblock zwei vergleichsweise kleine Turmaufsätze folgen.
Um 1900 erhielt die City and South London Railway die Erlaubnis zum Abbruch der Kirche zur Errichtung einer Untergrundstation. Nach öffentlichen Protesten wurde die Station unterhalb der Kirche anstelle der bisherigen Krypta angelegt (heute: Bank und Monument der London Underground).